# Büetigen
Büetigen is een gemeente en plaats in het Zwitserse kanton Bern, en maakt deel uit van het district Seeland.
Büetigen telt 775 inwoners.